# Чжо Сон Бом
Чжо Сон Бом — північнокорейський дипломат. Надзвичайний і Повноважний Посол КНДР в Україні (1994—2000). 

## Життєпис
З 1994 по 2000 рр. — Надзвичайний і Повноважний Посол КНДР в Києві (Україна).
19 січня 1994 року — вручив вірчі грамоти Президенту України Леоніду Кравчуку.
У 1999—2000 роках у зв'язку із зафіксованими багаторазовими спробами шпигунства було видворено з Києва в повному складі посольство КНДР.